# Fiat 124 Spider (2016)
El Fiat 124 Spider es un roadster biplaza de motor delantero y tracción trasera producido por Fiat Chrysler Automóviles. Fue presentado en el Salón del Automóvil de Los Ángeles de 2015, y su comercialización comenzó en 2016.
El 124 está basado en el Mazda MX-5 ND, y se fabrica en la misma planta en Hiroshima. Sus principales diferencias son el motor (sobrealimentado por turbocompresor) y el diseño (inspirado en el Fiat 124 Sport Spider de 1966).

## Prestaciones

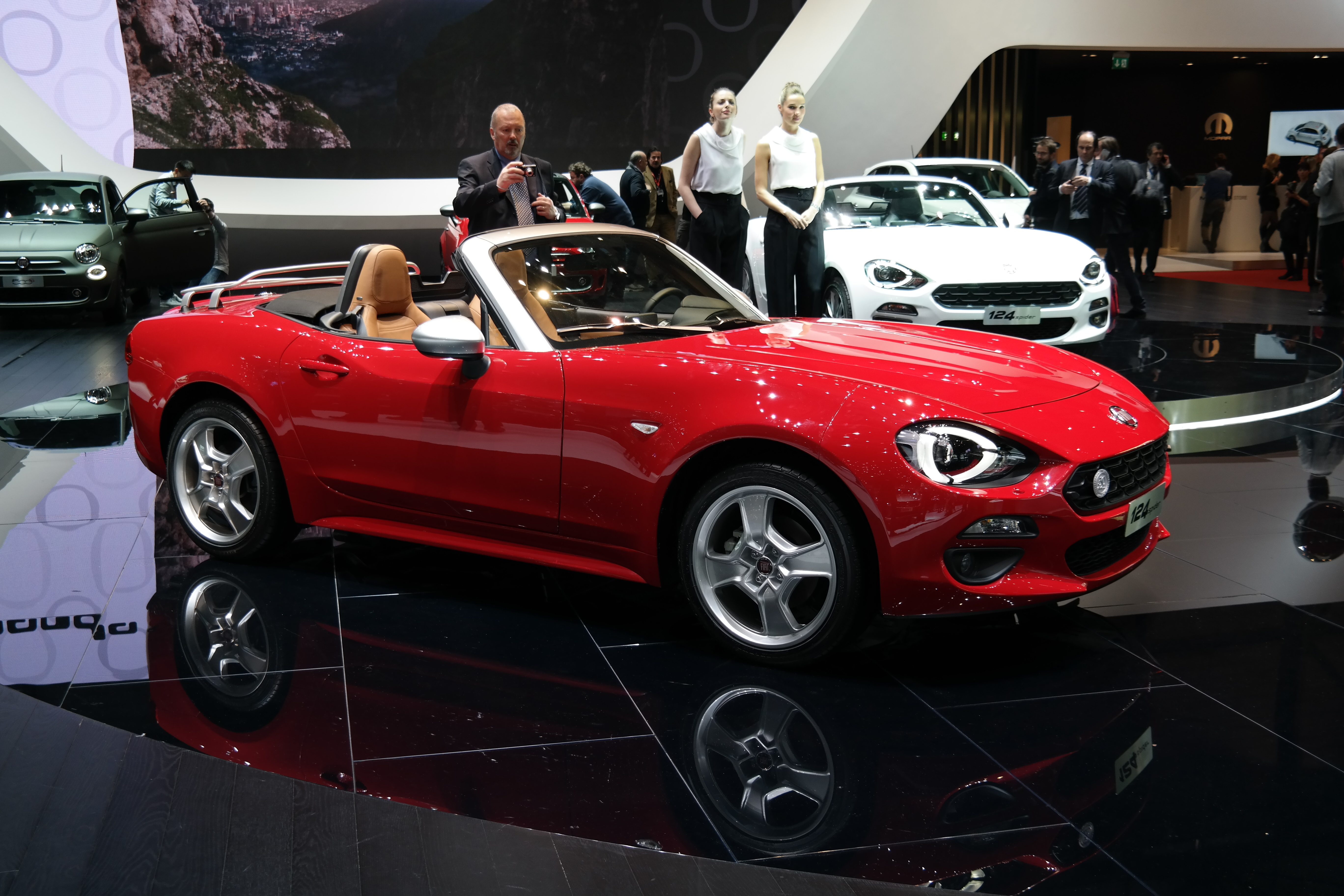
En el Salón del Automóvil de Ginebra de 2016

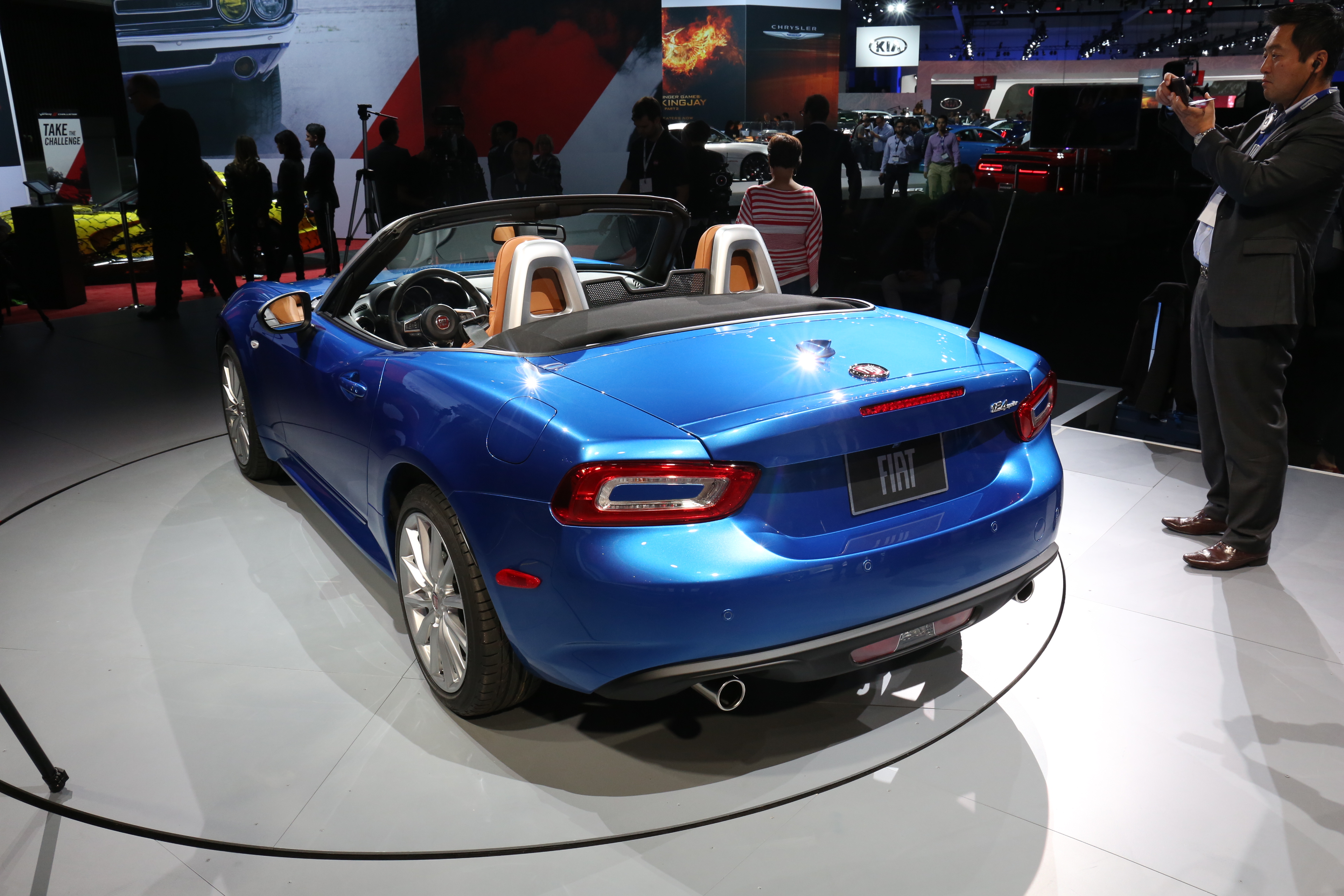
Vista trasera

El motor del 124 Spider es un MultiAir turboalimentado de cuatro cilindros en línea. En especificación europea el motor tiene una potencia de 140 Cv (103 kW; 138 hp) y 240 Nm (177 lb·ft) de par motor; mientras la versión para mercados norteamericanos produce 162 Cv (119 kW; 160 HP) 249 Nm (184 lb·ft) de Par motor.

## Abarth 124 Spider

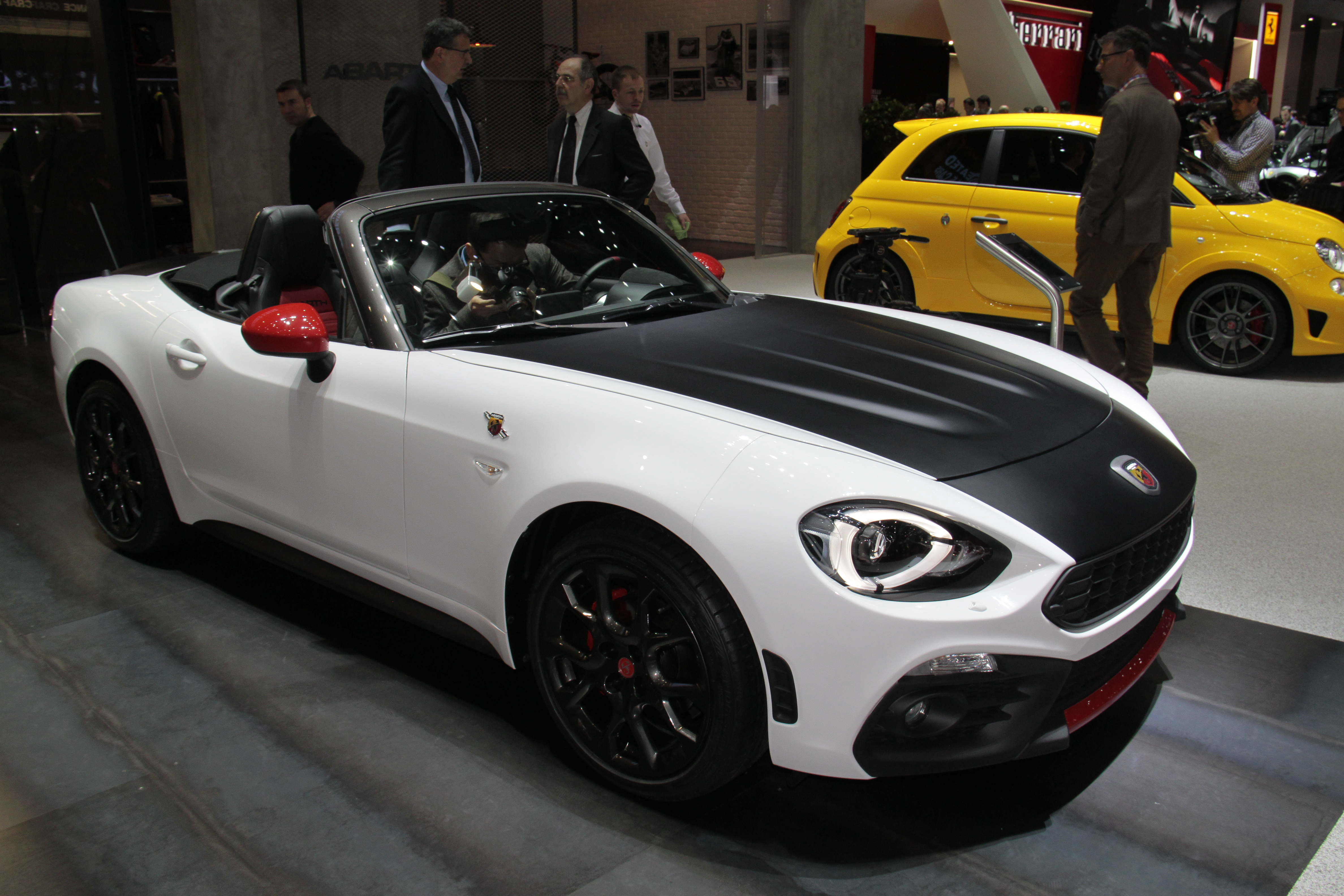
Versión Abarth

En el Salón del Automóvil de Ginebra de 2016 Fiat reveló el Abarth 124 Spider. Esta versión se diferencia por el capó y la tapa del maletero negros, y por el spoiler delantero y carcasas de los retrovisores rojos. También es ligeramente más potente, con 170 Cv.

## Ediciones especiales

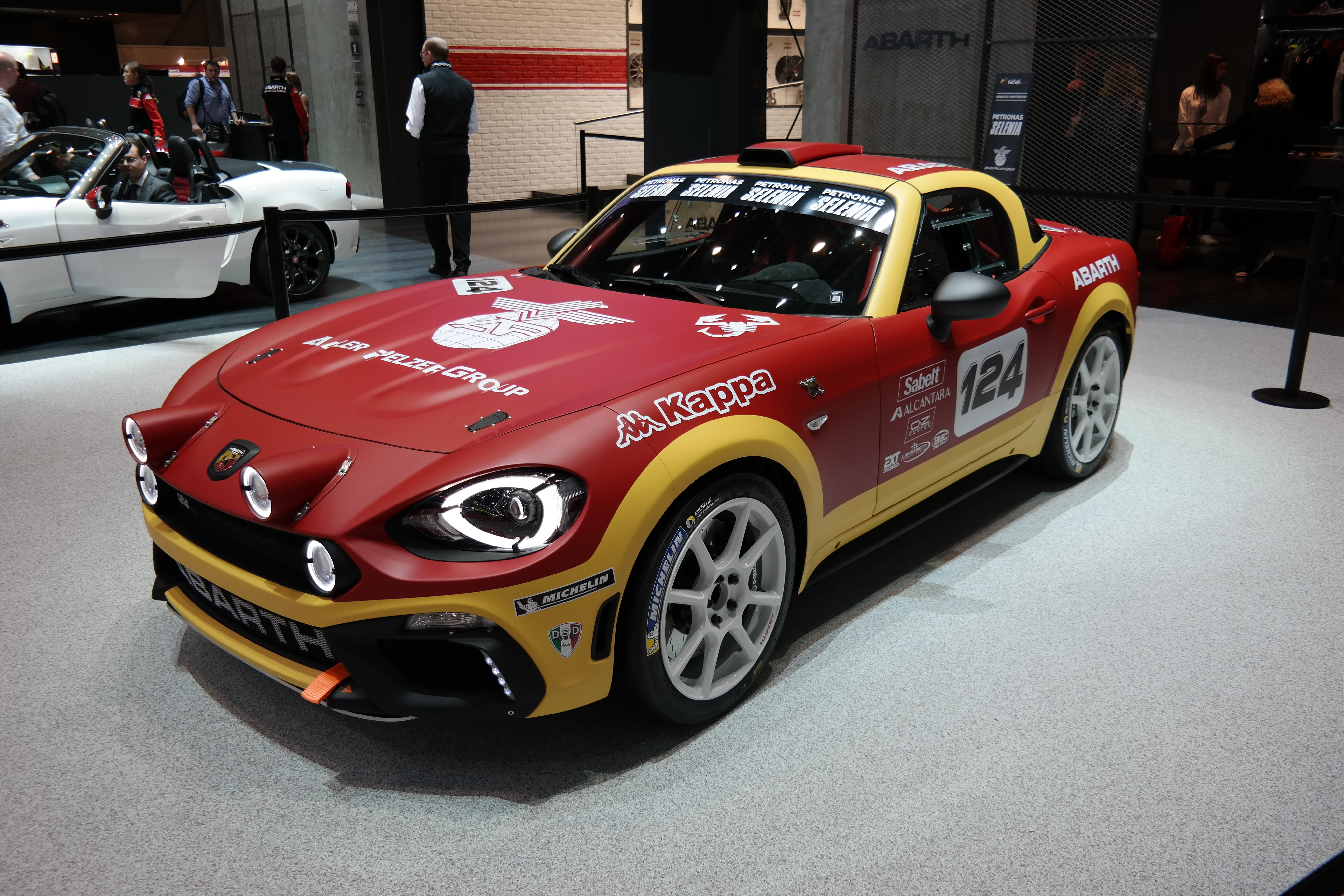
Salón del Automóvil de Ginebra 2016

Desde el principio estuvo disponible una edición limitada del Fiat 124 llamado 124 Spider Anniversary. Solo se produjeron 124 unidades, conmemorando el 50.º aniversario de su predecesor. Las características exclusivas incluyen espejos cromados, una placa '124' roja en la calandra y una placa con un número de serie único. Sólo estaba disponible con pintura roja y asientos de cuero negro.